# IRobot

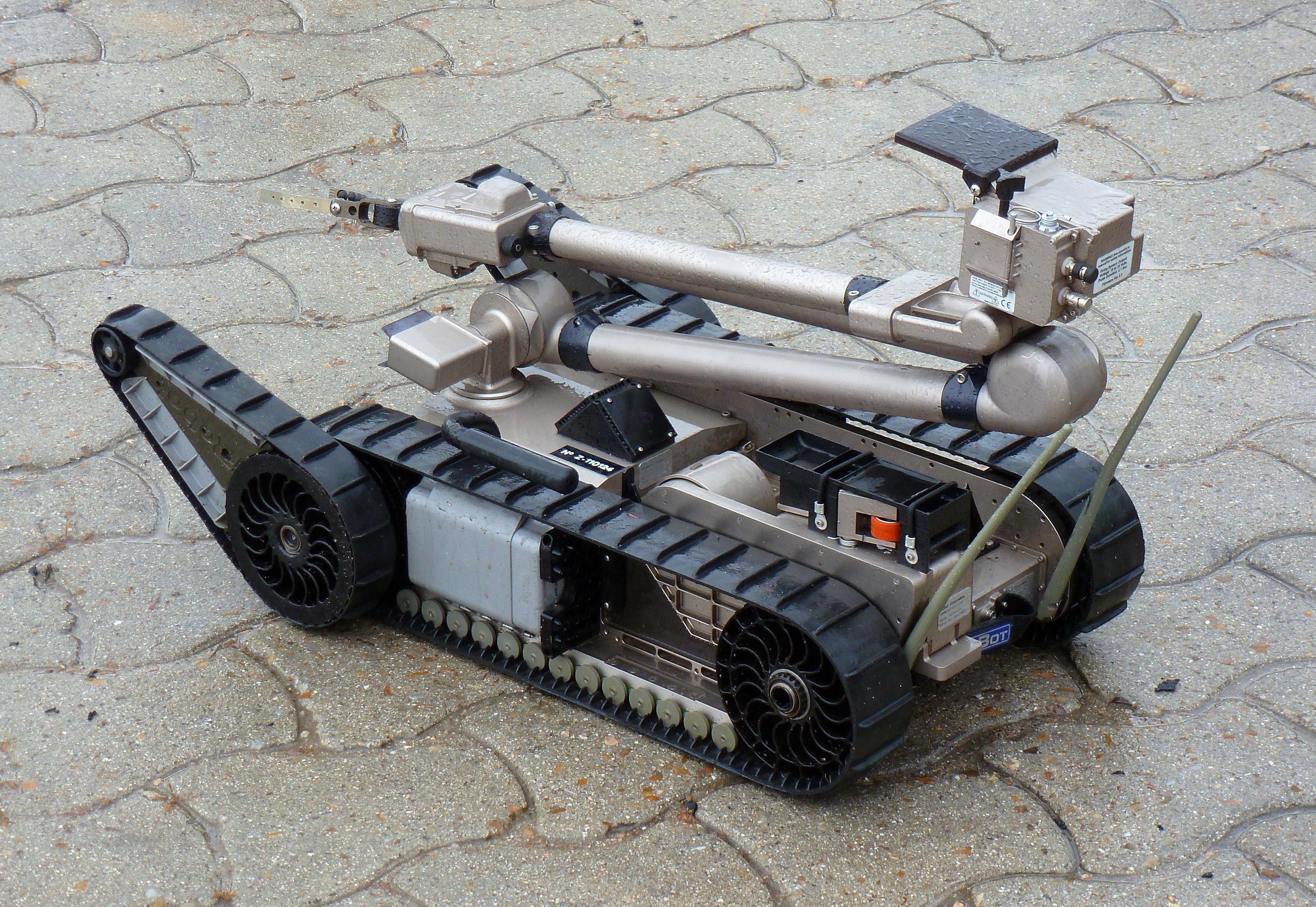
Mini-robot de desactivación de explosivos iRobot Packbot 510 del Ejército de Tierra Español.

iRobot Corporation, con base en Burlington, Massachusetts, es una corporación privada dedicada al diseño de dispositivos robóticos para empresas, hogares e instituciones. Fue fundada en 1990 por Rodney Brooks, Colin Angle y Helen Griener, quienes también trabajaron en el laboratorio de inteligencia artificial del MIT. 
El producto más conocido de iRobot es Roomba, una aspiradora doméstica robotizada. La compañía también fabrica una línea de Packbots, robots de uso policial y militar para la desactivación de explosivos.
En la actualidad cuenta con una plataforma de robot móvil pre-ensamblada llamada Create® 2, la cual está dirigida a que estudiantes y desarrolladores puedan programar comportamientos, sonidos y movimientos y también añadir componentes electrónicos adicionales al robot.
En el 2022, Amazon llegó a un acuerdo para comprar iRobot Corporation por 1.7 millones de dólares.  La Comisión Federal de Comunicaciones impugnó la adquisición, la cual fue criticada por Fight for the Future, Electronic Frontier Foundation y el Center on Privacy and Technology de la Universidad de Georgetown.

## Robots domésticos actuales
- Roomba
- Braava
- Create
- Root

### Braava

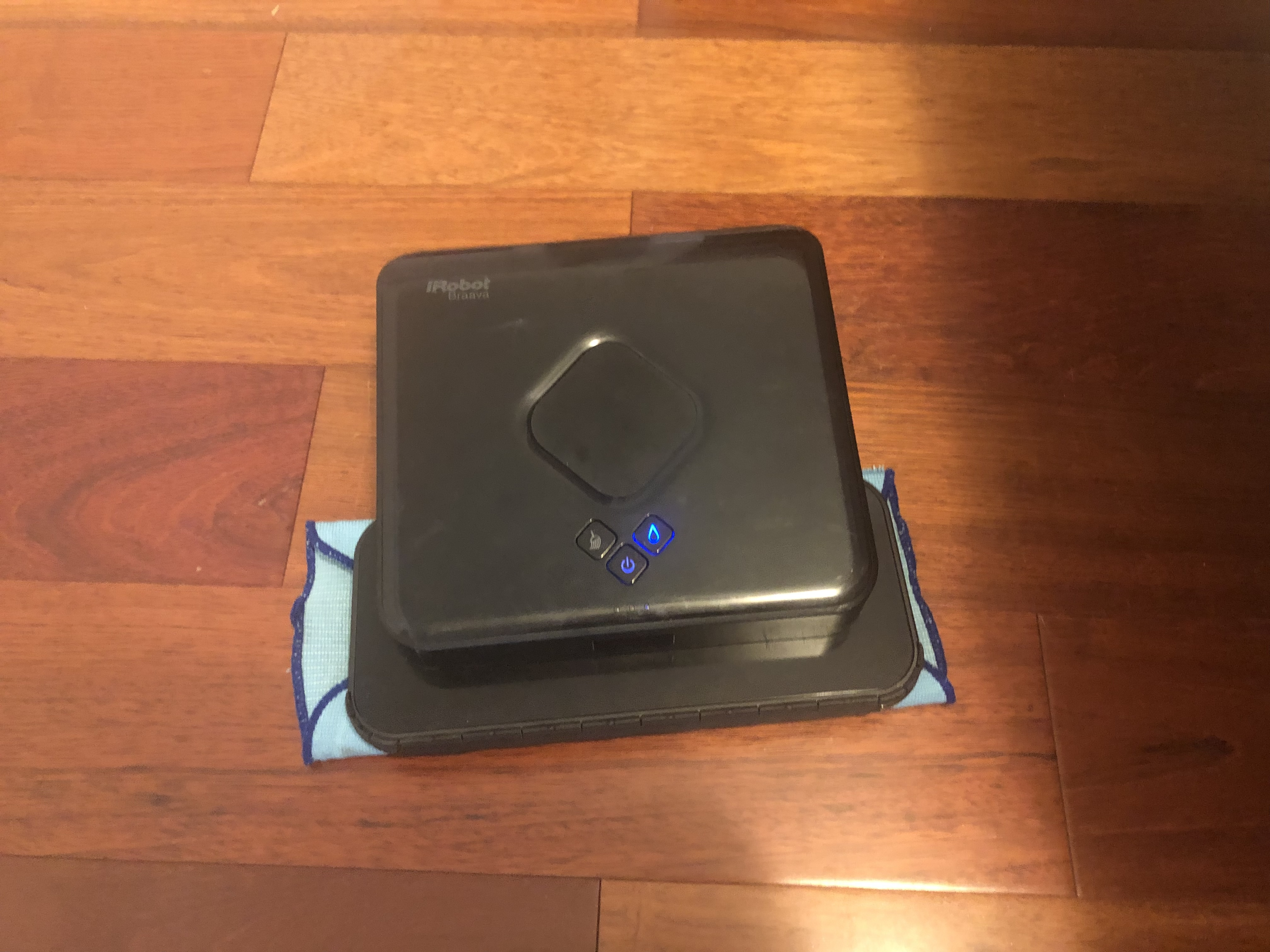
Braava 380t limpieza en húmedo

Braava es el robot fregasuelos de iRobot, diseñado para trabajar en suelos de superficie dura. El dispositivo Braava utiliza paños de limpieza desechables o de microfibra para la limpieza en húmedo y/o en seco. El modelo 380t viene con un cubo de navegación NorthStar de Channel 4, que se coloca en una superficie alta y dirige al robot alrededor de la zona que limpia.
El diseño se conoció como Mint hasta 2013. Fue desarrollado por Evolution Robotics, que fue adquirida por iRobot en 2012.

## Robots médicos

### RP-VITA
- RP-VITA, o Remote Presence Virtual + Independent Telemedicine Assistant, es un robot médico producido conjuntamente con InTouch Health. El robot conecta a la nube y cuenta con acceso al historial médico del paciente, además de poder conectar dispositivos de diagnóstico, como estetoscopios, otoscopios y ecógrafos.[5]